# ジェイ・クック

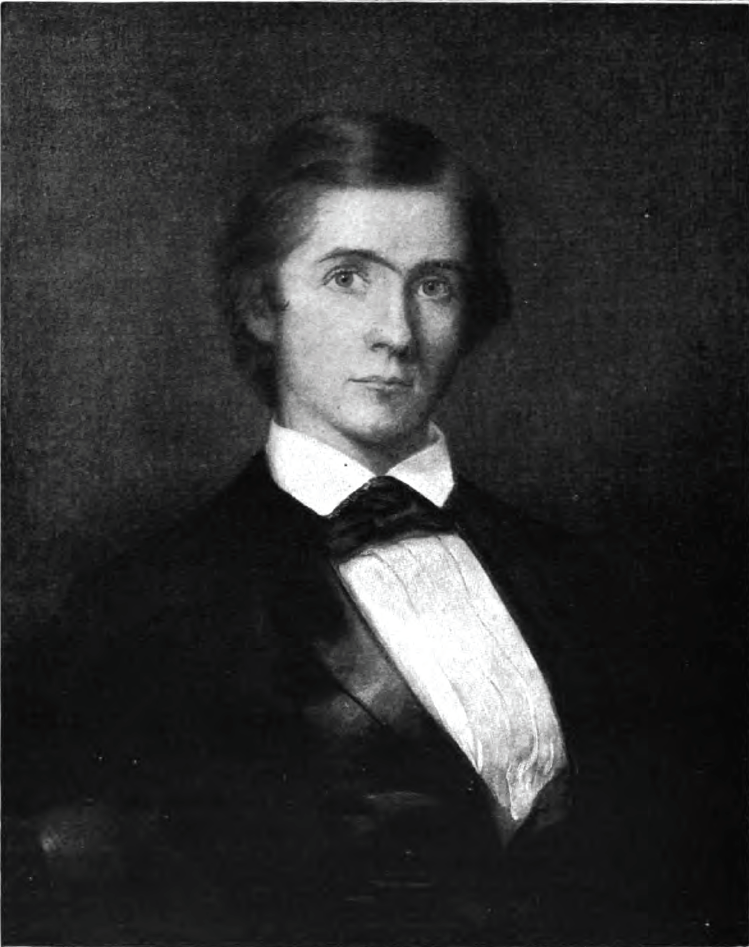
ジェイ・クック

ジェイ・クック（英: Jay Cooke、1821年8月10日 - 1905年2月8日）は、アメリカ合衆国の資本家。「ジェイ・コーク」と記される場合もある。

## 来歴
クックは1821年8月10日にオハイオ州で生まれた。父は、オハイオ州初の弁護士にしてオハイオ州議会議員でありホイッグ党員であったエルセロス・クック（Eleutheros Cooke）である。
クックはミズーリ州セントルイスの貿易会社とペンシルベニア州の運輸会社のチケット売り場で予備的な経験をしたのち、18歳のとき、もっとも大きなプライベート・バンク（会社組織となっていない銀行で、限られたパートナーのみを相手とする）であるE・W・クラーク社のフィラデルフィアオフィスに入社する。3年後、ファームの会員たることを許され、30歳になるまでにクラーク社のニューヨークおよびセントルイス地区のパートナーとなった。
クックはオハイオ州エリー湖のプットインベイに1864年から翌年にかけて建てられた別荘を持っていた。この別荘は現存する。

## 鉄道との関わり
1858年、クックは会社を辞し、続く3年間は破綻していたペンシルバニア鉄道と運河の再建に力を注いだ。1861年1月1日、プライベート・バンクであるジェイ・クック商会（Jay Cooke & Company）をフィラデルフィアにて開設し、ペンシルベニア州に300万ドルの戦時公債を発行した。

## 南北戦争との関わり
南北戦争が勃発した当初、クックは財務長官サーモン・チェイスとともに北部の主要銀行からの融資を確保した。当時、20年満期ながら期限前（最低5年）に償還する権利を持つ「ファイブ・トゥエンティー・ボンド」と呼ばれる中期国債が1862年2月25日に議会で承認されて発行されたが、財務省はこの国債の販売に失敗していた。そこで、クックの会社（ジェイ・クック商会）はチェイスに5,000万ドルの国債の販売を契約し、成功した。
クックはアメリカのメディアへの影響力を使いながら2,500の代理店と契約し、すぐに1,100万ドル以上の国債を売りさばいた。これは議会が承認した額を超えていたが、議会はすぐに事後承認した。
同時に、クックはナショナル・バンク制度（National Banking Act）の設立にも影響を及ぼし、議会が承認するとすぐにワシントンD.C.とフィラデルフィアに設立した。
1865年の始め頃、政府は新たな30年満期・7年以降償還可能な国債の販売不振により財政的な危機に直面していた。クックは再びこれを保証し、代理人を地方の村落はおろか西部の孤立した鉱山街にまで送り込み、地方の新聞にはこの国債を賞賛させた。同年2月から7月までの間に、クックは3回に渡り国債を売りさばき、その売上は8,300万ドルに上った。これによって合衆国軍の軍備が調達され、終戦までの戦費をまかなうことができた。

## ノーザン・パシフィック鉄道
南北戦争後、クックは未開拓であったアメリカ北西部の開発に興味を持った。1870年、ジェイ・クック商会はノーザン・パシフィック鉄道（NP）の建設に出資することとした。クックはミネソタ州のダルースに惚れ込んでおり、ダルースを起点として太平洋に向かうノーザン・パシフィック鉄道はぜひとも成功させなければならないものであった。
しまいには、クックは太平洋岸から到着する貨物をダルースを通じて五大湖から大西洋、そしてヨーロッパへと継走させることを夢見て鉄道を購入しはじめた。しかし、建設に莫大な費用を投下した上に、クックは資本の評価を過大に見積もっていた。そのため、1873年恐慌（Panic of 1873）をきっかけに、クックは破産した。
同年、カナダでジョン・A・マクドナルド首相がカナダ太平洋鉄道から収賄していたという疑いをかけられて辞任するというパシフィック・スキャンダル（Pacific Scandal）が起こる。クックはこの金融スキャンダルを巻き起こした当事者でもあった。クックの持つノーザン・パシフィック鉄道株はジョージ・スティーブン（George Stephen）とダグラス・スミス（Douglas Smith）が購入した。彼らはカナダ太平洋鉄道を完成させた人物である。
1880年までに、クックは課せられた経済的な義務をすべて処理した。そしてユタ州の銀鉱山への投資を通じて再び富を得た。死去は1905年2月8日、ペンシルベニア州オゴンツにおいてである。

## 慈善事業
クリスチャンであったクックは、収入の10パーセントを十分の一税として宗教的な、または慈善事業的なことに充てており、いくつかの米国聖公会の教会を建てるための資金を寄贈した。また、破産によりオゴンツの土地を手放さなくてはならなくなったが、のちにそれを買い戻し、その土地を少女向けの学校とした。

## 栄誉
クックの功績は、ミネソタ州のジェイ・クック州立公園（Jay Cooke State Park）という名称と、モンタナ州のクック・シティという名称に残されている。ペンシルベニア州カンバーランド郡にもクックというタウンシップとフィラデルフィアのジェイ・クック小学校がある。なおクック・タウンシップが1872年にペン・タウンシップから分離して設立された明確な理由は判明していない。
クックは死の直前まで複数の会社のオーナーであった。クックや家族の手助けをしてきたオバーホルツァーによれば、クックはパイン・グローブ・ファーニスをたびたび訪れ、マス釣りを楽しんでいた。彼は生涯を通じてアウトドアズマンであった。毎年、ポケットナイフやはさみの類を労働者の子弟のために設立された学校に贈っていた。

## 文献
- E. P. Oberholtzer (1907). Jay Cooke, Financier of the Civil War. Philadelphia, Pennsylvania
- M. John Lubetkin (2006). Jay Cooke's Gamble: The Northern Pacific Railroad, The Sioux, And the Panic of 1873. University of Oklahoma Press
- この記事にはアメリカ合衆国内で著作権が消滅した次の百科事典本文を含む: Chisholm, Hugh, ed. (1911). "Cooke, Jay". Encyclopædia Britannica (英語). Vol. 7 (11th ed.). Cambridge University Press. p. 73-74.